# Богач Валерій Олексійович
Валерій Олексійович Бо́гач (2 січня 1946, Первомайське — 9 червня 1996, Полонне) — український художник порцеляни.

## Біографія
Народився 2 січня 1946 року в селі Первомайському Краснокутського району Саратовської області (нині Росія). 1973 року закінчив Одеське художнє училище, де навчався у Людмили Фурдигайло.
Протягом 1973—1996 років працював у художній лабораторії Полонського порцелянового заводу.
Працював над новими дизайнами посуду, сервізами та окремими предметами для дому, більшість із яких було впроваджено в масове виробництво. Його роботи виставлялись на художніх виставках у різних містах України, зокрема у Києві, Каневі, Хмельницькому, Полонному, а також за кордоном. Деякі з його творінь знаходяться в музеях: Державному музеї Т. Шевченка (Канів), Хмельницькому краєзнавчому та Полонському історичному музеях.
Помер у Полонному 9 червня 1996 року.

## Творчість
Розробляв нові форми сервізів, наборів та окремих побутових виробів, більшість з яких було впроваджено у виробництво. Серед робіт:
- келихи «Квітень» (1980), «Козацький» (1990);
- кухлі «Ранок» (1980), «Джерело», «Курортний» (обидва — 1988), «Грань» (1996);
- чашка з блюдцем «Еллада» (1985);
- чайничок сувенірний «Ювілейний» (1987);
- вази «100 років ПФЗ», до 175-ліття від дня народження Тараса Шевченка (обидві — 1989), «Шевченко-художник» (1990), «Орбіта», «Бутон» (обидві — 1995);
- сувеніри: вазочка «Жовтнева» (1986), булава, рукавички боксерські (обидва — 1992).

Сервізи
- для чаю «Меридіан» (1973), «Ліра» (1974), «Хвиля» (1975), «Весна» (1977), «Етюд» (1984), «Лель» (1990);
- для кави «Меридіан» (1973), «Хризантема» (1983), «Лілея» (1995); для чаю та кави: «Романс» (1976), «Лужок» (1981);

Набори
- для сипучих продуктів «Колосок», столовий «Букет» (обидва — 1978);
- для чаю «Олімп» (1980), «Дорожній» (1986);
- для напоїв «Хризантема» (1983);
- для меду «Нектар» (1986);
- для кави «Інтим» (1989);
- для спецій (1991);
- для лікеру (1992), «Кабінетний» (1996).

Брав участь у мистецьких виставках у Києві, Каневі, Хмельницькому, Полонному, Сілістрі.
Окремі вироби художника зберігаються у Канівському музеї Тараса Шевченка, Хмельницькому краєзнавчому та Полонському історичному музеях.